# Ludvík Ferdinand Černý
Ludvík Ferdinand Černý (též Ludvík Černý) byl měšťan a primas v Benátkách nad Jizerou. Žil v domě č. p. 77. Roku 1794 zakoupil za 47 zlatých a 20 krejcarů tehdy chátrající kapli sv. Rodiny a daroval ji městu, aby zde byly umístěny úřadovny radnice vyhořelé při požáru v města v roce 1769.